# Coleoscirus simplex
Coleoscirus simplex är en spindeldjursart som först beskrevs av Ewing 1917.  Coleoscirus simplex ingår i släktet Coleoscirus och familjen Cunaxidae. Inga underarter finns listade i Catalogue of Life.